# Guido Novak von Arienti
baron Guido Novak von Arienti, avstro-ogrski general in plemič, * 21. januar 1859, Milano, Italija, † 15. avgust 1928, Dunaj, Avstrija.

## Ime
Rodil se je kot Guido Novak. Leta 1910 je bil zaradi zaslug povzdignjen v plemstvo in takrat je prevzel plemiški naslov von Arienti. Zaradi zaslug na soški fronti je bil povišan v barona (Freiherr).

## Življenjepis
Rodil se je v družini mornariškega častnika slovenskega rodu.
Leta 1878 je končal pehotno kadetnico v Brnu. 
Dodeljen je bil 80. pehotnemu polku v Lvovu. 1901 je bil premeščen v 2. polk tirolskih cesarskih lovcev. Med letoma 1903 in 1910 je bil poveljnik 8. lovskega bataljona.
Nato je od 1910 do aprila 1914 bil poveljnik 1. polka tirolskih cesarskih strelcev.
18. aprila 1914 je postal poveljnik 1. gorske brigade, ki ji je poveljeval na srbski fronti, kjer je bil ranjen. Po okrevanju se je vrnil v brigado, ki je bila poslana na soško fronto v sestavi 18. pehotne divizije.
V bojih se je izkazal, tako da je dobil najvišje odlikovanje - red Marije Terezije. Avgusta 1915 je bil ponovno ranjen.
Novembra 1915 je postal poveljnik 50. pehotne divizije, februarja naslednje leto pa 62. pehotne divizije; krajši čas je bil tudi poveljnik XVI. korpusa.
Avgusta 1917 je bil imenovan za poveljnika Terezijanske vojaške akademije v Dunajskem Novem mestu. Ob koncu vojne se je upokojil.

## Napredovanja
- 1878 - kadet (Kadetfeldwebel)
- 1. november 1878- poročnik
- 1. januar 1883- nadporočnik
- 1. november 1890- stotnik
- november 1901 - major
- 1. maj 1907 - podpolkovnik
- 27. maj 1910 - polkovnik
- 1914 - generalmajor
- 22. avgust 1917 - podmaršal

## Odlikovanja
- viteški križec vojaškega reda Marije Terezije (1915)